# Lunden (boplads)
 For alternative betydninger, se Lunden. (Se også artikler, som begynder med Lunden)
Lunden er en tidligere boplads benyttet af Ertebøllefolket (5400-3950 f.v.t.) ved Hove Lund. Bopladsen er ikke udgravet endnu, så de store koncentrationer af flintgenstande og -afslag kendes udelukkende fra markopsamlinger. Bopladsen var helt ud til den brede Roskilde Fjord, som dengang strakte sig ind til Smørum, som dengang opfyldte hele Værebro Ådal. Vandstanden var dengang ca. fire meter højere end i dag, og fjorden strakte sig 12 km ind i landet til Hove, Veksø og Smørum.
Ved Hove Lund er der fundet mange hundreder flintredskaber, og flintafslag fra flere små bopladser. Stenalderfolkets bopladser kan i dag erkendes ved de mange flintgenstande, der ikke forgår ved pløjning, men resten af bopladserne er ikke mere synlige.
Ertebøllefolket fremstillede lerkar, som kendes med en markant spids bund, der viser, at lerkarret blev boret direkte ned i ildstedet eller i jorden. Rester af lerkarrene vil stadig være bevaret, hvis man ved udgravning af bopladserne fra den sidste del af jægerstenalderen.